# Mingus in Europe Volume II
Mingus in Europe Volume II è un album discografico Live a nome di Charles Mingus Quintet, pubblicato dall'etichetta discografica tedesca Enja Records nel 1981.

## Tracce
Lato A
1. Orange Was the Colour of Her Dress Then Blue Silk – 17:00 (Charles Mingus)
2. Sophisticated Lady – 3:44 (Duke Ellington)

Lato B
1. AT-FW-YOU – 5:09 (Jaki Byard)
2. Charlemagne – 11:32 (Clifford Jordan)

- Brano B2 Charlemagne in alcune altre pubblicazioni (su LP, stesso codice) della stessa Enja Records compare al suo posto il brano Peggy's Blue Sky Light (di C. Mingus).

Edizione CD del 1997, pubblicato dalla Enja Records (ENJ-3077 2)
1. Orange Was the Colour of Her Dress Then Blue Silk – 17:00 (Charles Mingus)
2. Sophisticated Lady – 3:44 (Duke Ellington)
3. AT-FW-YOU – 5:09 (Jaki Byard)
4. Peggy's Blue Sky Light – 11:32 (Charles Mingus)
5. So Long Eric – 22:51 (Charles Mingus) – Bonus Track

## Musicisti
- Charles Mingus - contrabbasso
- Eric Dolphy - sassofono alto, flauto, clarinetto basso
- Clifford Jordan - sassofono tenore
- Jaki Byard - pianoforte
- Dannie Richmond - batteria

Note aggiuntive
- Enja - produttore (album)
- E. Dieter Fränzel/Zeitkunst Gesellschaft - produttore (concerto)
- Registrato dal vivo il 26 aprile 1964 al Wuppertal Townhall di Wuppertal, Germania
- Günter Schütte - ingegnere delle registrazioni
- Giuseppe Pino - fotografia fronte copertina album
- Roberto Polillo - fotografia retrocopertina album[1]